# Giannin Andreossi
Giannin "Gian" Andreossi, född 2 juli 1902 i Sankt Moritz, Graubünden, död 22 maj 1964 i Chur, Graubünden, var en schweizisk ishockeyspelare. Han blev olympisk bronsmedaljör i ishockey vid vinterspelen 1928 i Sankt Moritz.